# ATP Tour 1999
L'edizione 1999 dell'ATP Tour è iniziata il 4 gennaio con il South Australian Open e il Qatar Open e si è conclusa il 29 novembre con la Finale di Coppa Davis.
L'ATP Tour è una serie di tornei maschili di tennis organizzati dall'ATP. Questa include i tornei del Grande Slam (organizzati in collaborazione con l'International Tennis Federation), il Tennis Masters Cup, i tornei dell'ATP Masters Series, dell'International Series Gold e dell'International Series.

## Calendario
Legenda
| Grande Slam                   |
| ATP Super 9                   |
| ATP International Series Gold |
| ATP International Series      |
| Torneo a squadre              |
| Torneo di fine anno           |

### Gennaio
| Settimana             | Torneo | Vincitore                                                 | Finalista                       | Semifinalisti                  | Eliminati ai quarti                                           |
| --------------------- | --- | --------------------------------------------------------- | ------------------------------- | ------------------------------ | ------------------------------------------------------------- |
| 4 gennaio             | AAPT Championships 1999 Adelaide, Australia ATP International Series 350 000 $ - Cemento - 32S/32Q/16D/4Q Singolare - Doppio      | Thomas Enqvist 4–6, 6–1, 6–2                              | Lleyton Hewitt                  | Jason Stoltenberg Scott Draper | Sláva Doseděl Byron Black Michael Tebbutt Dominik Hrbatý      |
| 4 gennaio             | AAPT Championships 1999 Adelaide, Australia ATP International Series 350 000 $ - Cemento - 32S/32Q/16D/4Q Singolare - Doppio      | Gustavo Kuerten Nicolás Lapentti 6–4, 6–4                 | Jim Courier Patrick Galbraith   | Jason Stoltenberg Scott Draper | Sláva Doseděl Byron Black Michael Tebbutt Dominik Hrbatý      |
| 4 gennaio             | Qatar ExxonMobil Open 1999 Doha, Qatar ATP International Series 1 000 000 $ - Cemento - 32S/32Q/16D/4Q Singolare - Doppio         | Rainer Schüttler 6–4, 5–7, 6–1                            | Tim Henman                      | Karim Alami Cédric Pioline     | Jeff Tarango Hicham Arazi Goran Ivanišević Mariano Zabaleta   |
| 4 gennaio             | Qatar ExxonMobil Open 1999 Doha, Qatar ATP International Series 1 000 000 $ - Cemento - 32S/32Q/16D/4Q Singolare - Doppio         | Alex O'Brien Jared Palmer 6–3, 6–4                        | Piet Norval Kevin Ullyett       | Karim Alami Cédric Pioline     | Jeff Tarango Hicham Arazi Goran Ivanišević Mariano Zabaleta   |
| 11 gennaio            | Adidas International 1999 Sydney, Australia ATP International Series 350 000 $ - Cemento - 32S/32Q/16D/4Q Singolare - Doppio      | Todd Martin 6–3, 7–6(5)                                   | Àlex Corretja                   | Karol Kučera Thomas Muster     | Albert Costa Gustavo Kuerten Jason Stoltenberg Lleyton Hewitt |
| 11 gennaio            | Adidas International 1999 Sydney, Australia ATP International Series 350 000 $ - Cemento - 32S/32Q/16D/4Q Singolare - Doppio      | Sébastien Lareau Daniel Nestor 6–3, 6–4                   | Patrick Galbraith Paul Haarhuis | Karol Kučera Thomas Muster     | Albert Costa Gustavo Kuerten Jason Stoltenberg Lleyton Hewitt |
| 11 gennaio            | Heineken Open 1999 Auckland, Nuova Zelanda ATP International Series 350 000 $ - Cemento - 32S/32Q/16D/4Q Singolare - Doppio       | Sjeng Schalken 6–4, 6–4                                   | Tommy Haas                      | Brett Steven Félix Mantilla    | Andrei Pavel Mariano Zabaleta Guillaume Raoux Dominik Hrbatý  |
| 11 gennaio            | Heineken Open 1999 Auckland, Nuova Zelanda ATP International Series 350 000 $ - Cemento - 32S/32Q/16D/4Q Singolare - Doppio       | Jeff Tarango Daniel Vacek 7–5, 7–5                        | Jiří Novák David Rikl           | Brett Steven Félix Mantilla    | Andrei Pavel Mariano Zabaleta Guillaume Raoux Dominik Hrbatý  |
| 18 gennaio 25 gennaio | Australian Open 1999 Melbourne, Australia Grande Slam 3 539 387 $ - Cemento - 128S/128Q/64D/32X Singolare - Doppio - Doppio misto | Evgenij Kafel'nikov 4–6, 6–0, 6–3, 7–6(1)                 | Thomas Enqvist                  | Tommy Haas Nicolás Lapentti    | Todd Martin Vince Spadea Marc Rosset Karol Kučera             |
| 18 gennaio 25 gennaio | Australian Open 1999 Melbourne, Australia Grande Slam 3 539 387 $ - Cemento - 128S/128Q/64D/32X Singolare - Doppio - Doppio misto | Jonas Björkman Patrick Rafter 6–3, 4–6, 6–4, 6(10)–7, 6–4 | Mahesh Bhupathi Leander Paes    | Tommy Haas Nicolás Lapentti    | Todd Martin Vince Spadea Marc Rosset Karol Kučera             |
| 18 gennaio 25 gennaio | Australian Open 1999 Melbourne, Australia Grande Slam 3 539 387 $ - Cemento - 128S/128Q/64D/32X Singolare - Doppio - Doppio misto | Mariaan de Swardt David Adams 6–4, 4–6, 7–6(5)            | Serena Williams Maks Mirny      | Tommy Haas Nicolás Lapentti    | Todd Martin Vince Spadea Marc Rosset Karol Kučera             |

### Febbraio
| Settimana   | Torneo | Vincitore                                          | Finalista                         | Semifinalisti                 | Eliminati ai quarti                                            |
| ----------- | --- | -------------------------------------------------- | --------------------------------- | ----------------------------- | -------------------------------------------------------------- |
| 1º febbraio | Open 13 1999 Marsiglia, Francia ATP International Series 539 250 $ - Cemento (i) - 32S/32Q/16D/4Q Singolare - Doppio                              | Fabrice Santoro 6–3, 4–6, 6–4                      | Arnaud Clément                    | Cédric Pioline Marc Rosset    | Roger Federer Nicolas Escudé Gianluca Pozzi Dominik Hrbatý     |
| 1º febbraio | Open 13 1999 Marsiglia, Francia ATP International Series 539 250 $ - Cemento (i) - 32S/32Q/16D/4Q Singolare - Doppio                              | Maks Mirny Andrej Ol'chovskij 7–5, 7–6(7)          | David Adams Pavel Vízner          | Cédric Pioline Marc Rosset    | Roger Federer Nicolas Escudé Gianluca Pozzi Dominik Hrbatý     |
| 8 febbraio  | St. Petersburg Open 1999 San Pietroburgo, Russia ATP International Series 350 000 $ - Sintetico (i) - 32S/24Q/16D/4Q Singolare - Doppio           | Marc Rosset 6–3, 6–4                               | David Prinosil                    | Jan Siemerink Marat Safin     | Igor Kornienko Guillaume Raoux Dominik Hrbatý Andrei Pavel     |
| 8 febbraio  | St. Petersburg Open 1999 San Pietroburgo, Russia ATP International Series 350 000 $ - Sintetico (i) - 32S/24Q/16D/4Q Singolare - Doppio           | Jeff Tarango Daniel Vacek 3–6, 6–3, 7–5            | Menno Oosting Andrei Pavel        | Jan Siemerink Marat Safin     | Igor Kornienko Guillaume Raoux Dominik Hrbatý Andrei Pavel     |
| 8 febbraio  | Dubai Tennis Championships 1999 Dubai, Emirati Arabi Uniti ATP International Series 1 039 250 $ - Cemento - 32S/32Q/16D/4Q Singolare - Doppio     | Jérôme Golmard 6–4, 6–2                            | Nicolas Kiefer                    | Andrew Ilie Carlos Moyá       | Gustavo Kuerten Francisco Clavet Tim Henman Félix Mantilla     |
| 8 febbraio  | Dubai Tennis Championships 1999 Dubai, Emirati Arabi Uniti ATP International Series 1 039 250 $ - Cemento - 32S/32Q/16D/4Q Singolare - Doppio     | Wayne Black Sandon Stolle 4–6, 6–1, 6–4            | David Adams John-Laffnie de Jager | Andrew Ilie Carlos Moyá       | Gustavo Kuerten Francisco Clavet Tim Henman Félix Mantilla     |
| 8 febbraio  | Sybase Open 1999 San Jose, Stati Uniti ATP International Series 350 000 $ - Cemento (i) - 32S/32Q/16D/4Q Singolare - Doppio                       | Mark Philippoussis 6–3, 6–2                        | Cecil Mamiit                      | Pete Sampras Michael Chang    | Bernd Karbacher Justin Gimelstob Christian Ruud Mark Woodforde |
| 8 febbraio  | Sybase Open 1999 San Jose, Stati Uniti ATP International Series 350 000 $ - Cemento (i) - 32S/32Q/16D/4Q Singolare - Doppio                       | Todd Woodbridge Mark Woodforde 7–5, 6(0)–7, 6–4    | Aleksandar Kitinov Nenad Zimonjić | Pete Sampras Michael Chang    | Bernd Karbacher Justin Gimelstob Christian Ruud Mark Woodforde |
| 15 febbraio | Kroger St. Jude International 1999 Memphis, Stati Uniti ATP International Series Gold 825 000 $ - Cemento (i) - 48S/24Q/24D/4Q Singolare - Doppio | Tommy Haas 6–4, 6–1                                | Jim Courier                       | Todd Martin John van Lottum   | Jan-Michael Gambill Andrew Ilie Mariano Puerta Daniel Nestor   |
| 15 febbraio | Kroger St. Jude International 1999 Memphis, Stati Uniti ATP International Series Gold 825 000 $ - Cemento (i) - 48S/24Q/24D/4Q Singolare - Doppio | Todd Woodbridge Mark Woodforde 6–3, 6–4            | Sébastien Lareau Alex O'Brien     | Todd Martin John van Lottum   | Jan-Michael Gambill Andrew Ilie Mariano Puerta Daniel Nestor   |
| 15 febbraio | Rotterdam Open 1999 Rotterdam, Paesi Bassi ATP International Series Gold 850 000 $ - Sintetico (i) - 32S/32Q/16D/4Q Singolare - Doppio            | Evgenij Kafel'nikov 6–2, 7–6(3)                    | Tim Henman                        | Marat Safin Greg Rusedski     | Wayne Ferreira Karol Kučera Cédric Pioline Roger Federer       |
| 15 febbraio | Rotterdam Open 1999 Rotterdam, Paesi Bassi ATP International Series Gold 850 000 $ - Sintetico (i) - 32S/32Q/16D/4Q Singolare - Doppio            | David Adams John-Laffnie de Jager 6(5)–7, 6–3, 6–4 | Neil Broad Peter Tramacchi        | Marat Safin Greg Rusedski     | Wayne Ferreira Karol Kučera Cédric Pioline Roger Federer       |
| 22 febbraio | Guardian Direct Cup 1999 Londra, Gran Bretagna ATP International Series Gold 814 250 $ - Sintetico (i) - 32S/32Q/16D/4Q Singolare - Doppio        | Richard Krajicek 7–6(6), 6(5)–7, 7–5               | Greg Rusedski                     | Thomas Johansson Hicham Arazi | Evgenij Kafel'nikov Karol Kučera Thomas Enqvist Dominik Hrbatý |
| 22 febbraio | Guardian Direct Cup 1999 Londra, Gran Bretagna ATP International Series Gold 814 250 $ - Sintetico (i) - 32S/32Q/16D/4Q Singolare - Doppio        | Tim Henman Greg Rusedski 6–3, 7–6(6)               | Byron Black Wayne Ferreira        | Thomas Johansson Hicham Arazi | Evgenij Kafel'nikov Karol Kučera Thomas Enqvist Dominik Hrbatý |

### Marzo
| Settimana         | Torneo | Vincitore | Finalista                                                                                     | Semifinalisti                    | Eliminati ai quarti                                             |
| ----------------- | --- | --- | --------------------------------------------------------------------------------------------- | -------------------------------- | --------------------------------------------------------------- |
| 1º marzo          | Franklin Templeton Tennis Classic 1999 Scottsdale, Stati Uniti ATP International Series 350 000 $ - Cemento - 32S/32Q/16D/4Q Singolare - Doppio | Jan-Michael Gambill 7–6(2), 4–6, 6–4                                                                                         | Lleyton Hewitt                                                                                | Andre Agassi Mark Woodforde      | Justin Gimelstob Cédric Pioline Goran Ivanišević Jérôme Golmard |
| 1º marzo          | Franklin Templeton Tennis Classic 1999 Scottsdale, Stati Uniti ATP International Series 350 000 $ - Cemento - 32S/32Q/16D/4Q Singolare - Doppio | Justin Gimelstob Richey Reneberg 6–4, 6(4)–7, 6–3                                                                            | Mark Knowles Sandon Stolle                                                                    | Andre Agassi Mark Woodforde      | Justin Gimelstob Cédric Pioline Goran Ivanišević Jérôme Golmard |
| 1º marzo          | Copenaghen Open 1999 Copenaghen, Danimarca ATP International Series 240 000 $ - Cemento (i) - 32S/32Q/16D/4Q Singolare - Doppio | Magnus Gustafsson 6–4, 6–1                                                                                                   | Fabrice Santoro                                                                               | Sébastien Grosjean Byron Black   | Daniel Nestor Rainer Schüttler Wayne Black Maks Mirny           |
| 1º marzo          | Copenaghen Open 1999 Copenaghen, Danimarca ATP International Series 240 000 $ - Cemento (i) - 32S/32Q/16D/4Q Singolare - Doppio | Maks Mirny Andrej Ol'chovskij 6(5)–7, 7–6(4), 6–1                                                                            | Marc-Kevin Goellner David Prinosil                                                            | Sébastien Grosjean Byron Black   | Daniel Nestor Rainer Schüttler Wayne Black Maks Mirny           |
| 8 marzo           | Newsweek Champions Cup 1999 Indian Wells, Stati Uniti ATP Super 9 2 450 000 $ - Cemento - 56S/28Q/28D/8Q Singolare - Doppio | Mark Philippoussis 5–7, 6–4, 6–4, 4–6, 6–2                                                                                   | Carlos Moyá                                                                                   | Chris Woodruff Gustavo Kuerten   | Tim Henman Todd Martin Karol Kučera Richard Krajicek            |
| 8 marzo           | Newsweek Champions Cup 1999 Indian Wells, Stati Uniti ATP Super 9 2 450 000 $ - Cemento - 56S/28Q/28D/8Q Singolare - Doppio | Wayne Black Sandon Stolle 6–3, 6–4                                                                                           | Ellis Ferreira Rick Leach                                                                     | Chris Woodruff Gustavo Kuerten   | Tim Henman Todd Martin Karol Kučera Richard Krajicek            |
| 15 marzo 22 marzo | Lipton Championships 1999 Key Biscayne, Stati Uniti ATP Super 9 2 700 000 $ - Cemento - 96S/48Q/48D/8Q Singolare - Doppio | Richard Krajicek 4–6, 6–1, 6–2, 7–5                                                                                          | Sébastien Grosjean                                                                            | Francisco Clavet Thomas Enqvist  | Dominik Hrbatý Nicolas Kiefer Jérôme Golmard Pete Sampras       |
| 15 marzo 22 marzo | Lipton Championships 1999 Key Biscayne, Stati Uniti ATP Super 9 2 700 000 $ - Cemento - 96S/48Q/48D/8Q Singolare - Doppio | Wayne Black Sandon Stolle 6–1, 6–1                                                                                           | Boris Becker Jan-Michael Gambill                                                              | Francisco Clavet Thomas Enqvist  | Dominik Hrbatý Nicolas Kiefer Jérôme Golmard Pete Sampras       |
| 22 marzo          | Grand Prix Hassan II 1999 Casablanca, Marocco ATP International Series 240 000 $ - Terra (Rossa) - 32S/27Q/16D/4Q Singolare - Doppio | Alberto Martín 6–3, 6–4 | Fernando Vicente                                                                              | Markus Hipfl Juan Carlos Ferrero | Johan van Herck Stefan Koubek Albert Portas Jens Knippschild    |
| 22 marzo          | Grand Prix Hassan II 1999 Casablanca, Marocco ATP International Series 240 000 $ - Terra (Rossa) - 32S/27Q/16D/4Q Singolare - Doppio | Fernando Meligeni Jaime Oncins 6–2, 6–3                                                                                      | Massimo Ardinghi Vincenzo Santopadre                                                          | Markus Hipfl Juan Carlos Ferrero | Johan van Herck Stefan Koubek Albert Portas Jens Knippschild    |
| 29 marzo          | Coppa Davis 1999 Trollhättan, Svezia - Cemento (i) Francoforte, Germania - Sintetico (i) Birmingham, Gran Bretagna - Cemento (i) Harare, Zimbabwe - Cemento (i) Nîmes, Francia - Terra (Rossa) (i) Lleida, Spagna - Terra (Rossa) Gand, Belgio - Terra (Rossa) (i) Neuchâtel, Svizzera - Sintetico (i) | Vincenti primo turno Slovacchia 3–2 Russia 3–2 Stati Uniti 3–2 Australia 4–1 Francia 4–1 Brasile 3–2 Belgio 3–2 Svizzera 3–2 | Perdenti primo turno Svezia Germania Regno Unito Zimbabwe Paesi Bassi Spagna Rep. Ceca Italia |                                  |                                                                 |

### Aprile
| Settimana | Torneo | Vincitore                                           | Finalista                         | Semifinalisti                        | Eliminati ai quarti                                                     |
| --------- | --- | --------------------------------------------------- | --------------------------------- | ------------------------------------ | ----------------------------------------------------------------------- |
| 5 aprile  | Hong Kong Open 1999 Hong Kong, Cina ATP International Series 350 000 $ - Cemento - 32S/27Q/16D/4Q Singolare - Doppio                                        | Andre Agassi 6(4)–7, 6–4, 6–4                       | Boris Becker                      | Henrik Dreekmann Bernd Karbacher     | Richard Krajicek Nicolas Kiefer Laurence Tieleman Jonas Björkman        |
| 5 aprile  | Hong Kong Open 1999 Hong Kong, Cina ATP International Series 350 000 $ - Cemento - 32S/27Q/16D/4Q Singolare - Doppio                                        | James Greenhalgh Grant Silcock walkover             | Andre Agassi David Wheaton        | Henrik Dreekmann Bernd Karbacher     | Richard Krajicek Nicolas Kiefer Laurence Tieleman Jonas Björkman        |
| 5 aprile  | Estoril Open 1999 Estoril, Portogallo ATP International Series 625 000 $ - Terra (Rossa) - 32S/32Q/16D/4Q Singolare - Doppio                                | Albert Costa 7–6(4), 2–6, 6–3                       | Todd Martin                       | Jérôme Golmard Marcelo Ríos          | Karim Alami Félix Mantilla Gustavo Kuerten Fernando Meligeni            |
| 5 aprile  | Estoril Open 1999 Estoril, Portogallo ATP International Series 625 000 $ - Terra (Rossa) - 32S/32Q/16D/4Q Singolare - Doppio                                | Tomás Carbonell Donald Johnson 6–3, 2–6, 6–1        | Jiří Novák David Rikl             | Jérôme Golmard Marcelo Ríos          | Karim Alami Félix Mantilla Gustavo Kuerten Fernando Meligeni            |
| 5 aprile  | Chennai Open 1999 Chennai, India ATP International Series 430 000 $ - Cemento - 32S/32Q/16D/4Q Singolare - Doppio                                           | Byron Black 6–4, 1–6, 6–3                           | Rainer Schüttler                  | Peter Wessels John van Lottum        | Carlos Moyá Vincenzo Santopadre Richard Fromberg Mikael Tillström       |
| 5 aprile  | Chennai Open 1999 Chennai, India ATP International Series 430 000 $ - Cemento - 32S/32Q/16D/4Q Singolare - Doppio                                           | Mahesh Bhupathi Leander Paes 4–6, 7–5, 6–4          | Wayne Black Neville Godwin        | Peter Wessels John van Lottum        | Carlos Moyá Vincenzo Santopadre Richard Fromberg Mikael Tillström       |
| 12 aprile | Torneo Godó 1999 Barcellona, Spagna ATP International Series Gold 950 000 $ - Terra (Rossa) - 56S/28Q/28D/8Q Singolare - Doppio                             | Félix Mantilla 7–6(2), 6–3, 6–3                     | Karim Alami                       | Todd Martin Francisco Clavet         | Albert Costa Alberto Berasategui Fernando Meligeni Carlos Moyá          |
| 12 aprile | Torneo Godó 1999 Barcellona, Spagna ATP International Series Gold 950 000 $ - Terra (Rossa) - 56S/28Q/28D/8Q Singolare - Doppio                             | Paul Haarhuis Evgenij Kafel'nikov 7–5, 6–3          | Massimo Bertolini Cristian Brandi | Todd Martin Francisco Clavet         | Albert Costa Alberto Berasategui Fernando Meligeni Carlos Moyá          |
| 12 aprile | Japan Open Tennis Championships 1999 Tokyo, Giappone ATP International Series Gold 725 000 $ - Cemento - 56S/19Q/28D/6Q Singolare - Doppio                  | Nicolas Kiefer 7–6(5), 7–5                          | Wayne Ferreira                    | Jonas Björkman Thomas Johansson      | Richard Krajicek Thomas Enqvist Sébastien Lareau Kenneth Carlsen        |
| 12 aprile | Japan Open Tennis Championships 1999 Tokyo, Giappone ATP International Series Gold 725 000 $ - Cemento - 56S/19Q/28D/6Q Singolare - Doppio                  | Jeff Tarango Daniel Vacek 4–3 ritiro                | Wayne Black Brian MacPhie         | Jonas Björkman Thomas Johansson      | Richard Krajicek Thomas Enqvist Sébastien Lareau Kenneth Carlsen        |
| 19 aprile | Republic National Bank Monte Carlo Open 1999 Monte Carlo, Monaco ATP Super 9 2 450 000 $ - Terra (Rossa) - 56S/28Q/28D/8Q Singolare - Doppio                | Gustavo Kuerten 6–4, 2–1 ritiro                     | Marcelo Ríos                      | Jérôme Golmard Félix Mantilla        | Carlos Moyá Mark Philippoussis Vince Spadea Albert Costa                |
| 19 aprile | Republic National Bank Monte Carlo Open 1999 Monte Carlo, Monaco ATP Super 9 2 450 000 $ - Terra (Rossa) - 56S/28Q/28D/8Q Singolare - Doppio                | Olivier Delaître Tim Henman 6–2, 6–3                | Jiří Novák David Rikl             | Jérôme Golmard Félix Mantilla        | Carlos Moyá Mark Philippoussis Vince Spadea Albert Costa                |
| 19 aprile | ERA Real Estate Clay Court Champs 1999 Orlando, Stati Uniti ATP International Series 289 250 $ - Terra (Verde) - 32S/32Q/16D/4Q Singolare - Doppio          | Magnus Norman 6–0, 6–3                              | Guillermo Cañas                   | Christian Ruud Maks Mirny            | Hernán Gumy Alberto Martín Jim Courier Gabriel Trifu                    |
| 19 aprile | ERA Real Estate Clay Court Champs 1999 Orlando, Stati Uniti ATP International Series 289 250 $ - Terra (Verde) - 32S/32Q/16D/4Q Singolare - Doppio          | Jim Courier Todd Woodbridge 7–6(4), 6–4             | Bob Bryan Mike Bryan              | Christian Ruud Maks Mirny            | Hernán Gumy Alberto Martín Jim Courier Gabriel Trifu                    |
| 26 aprile | ATP Praga 1999 Praga, Repubblica Ceca ATP International Series 500 000 $ - Terra (Rossa) - 32S/32Q/16D/4Q Singolare - Doppio                                | Dominik Hrbatý 6–2, 6–2                             | Sláva Doseděl                     | Michal Tabara Germán Puentes         | Orlin Stanojčev Fernando Meligeni Arnaud Di Pasquale Eduardo Nicolas    |
| 26 aprile | ATP Praga 1999 Praga, Repubblica Ceca ATP International Series 500 000 $ - Terra (Rossa) - 32S/32Q/16D/4Q Singolare - Doppio                                | Martin Damm Radek Štěpánek 6–0, 6–2                 | Mark Keil Nicolás Lapentti        | Michal Tabara Germán Puentes         | Orlin Stanojčev Fernando Meligeni Arnaud Di Pasquale Eduardo Nicolas    |
| 26 aprile | Verizon Tennis Challenge 1999 Atlanta, Stati Uniti ATP International Series 350 000 $ - Terra (Verde) - 32S/32Q/16D/4Q Singolare - Doppio                   | Stefan Koubek 6–1, 6–2                              | Sébastien Grosjean                | Jim Courier Magnus Larsson           | Martín Rodríguez Sargis Sargsian Alberto Martín Jason Stoltenberg       |
| 26 aprile | Verizon Tennis Challenge 1999 Atlanta, Stati Uniti ATP International Series 350 000 $ - Terra (Verde) - 32S/32Q/16D/4Q Singolare - Doppio                   | Patrick Galbraith Justin Gimelstob 5–7, 7–6(4), 6–3 | Todd Woodbridge Mark Woodforde    | Jim Courier Magnus Larsson           | Martín Rodríguez Sargis Sargsian Alberto Martín Jason Stoltenberg       |
| 26 aprile | Internazionali di Tennis di Baviera 1999 Monaco di Baviera, Germania ATP International Series 525 000 $ - Terra (Rossa) - 32S/32Q/16D/4Q Singolare - Doppio | Franco Squillari 6–4, 6–3                           | Andrei Pavel                      | Mariano Zabaleta Alberto Berasategui | Lars Burgsmüller Michael Kohlmann Vincenzo Santopadre Hendrik Dreekmann |
| 26 aprile | Internazionali di Tennis di Baviera 1999 Monaco di Baviera, Germania ATP International Series 525 000 $ - Terra (Rossa) - 32S/32Q/16D/4Q Singolare - Doppio | Daniel Orsanic Mariano Puerta 7–6(3), 3–6, 7–6(3)   | Massimo Bertolini Cristian Brandi | Mariano Zabaleta Alberto Berasategui | Lars Burgsmüller Michael Kohlmann Vincenzo Santopadre Hendrik Dreekmann |

### Maggio
| Settimana           | Torneo | Vincitore                                       | Finalista                         | Semifinalisti                                                    | Eliminati ai quarti                                               |
| ------------------- | --- | ----------------------------------------------- | --------------------------------- | ---------------------------------------------------------------- | ----------------------------------------------------------------- |
| 3 maggio            | Licher German Open 1999 Amburgo, Germania ATP Super 9 2 450 000 $ - Terra (Rossa) - 56S/28Q/28D/8Q Singolare - Doppio                                   | Marcelo Ríos 6(5)–7, 7–5, 5–7, 7–6(5), 6–2      | Mariano Zabaleta                  | Nicolás Lapentti Carlos Moyá                                     | Arnaud Di Pasquale Tim Henman Tommy Haas Gustavo Kuerten          |
| 3 maggio            | Licher German Open 1999 Amburgo, Germania ATP Super 9 2 450 000 $ - Terra (Rossa) - 56S/28Q/28D/8Q Singolare - Doppio                                   | Wayne Arthurs Andrew Kratzmann 2–6, 7–6(5), 6–2 | Paul Haarhuis Jared Palmer        | Nicolás Lapentti Carlos Moyá                                     | Arnaud Di Pasquale Tim Henman Tommy Haas Gustavo Kuerten          |
| 3 maggio            | Citrix Tennis Championships 1999 Delray Beach, Stati Uniti ATP International Series 270 000 $ - Terra (Verde) - 32S/32Q/16D/4Q Singolare - Doppio       | Lleyton Hewitt 6–4, 6(2)–7, 6–1                 | Xavier Malisse                    | Scott Draper Sébastien Grosjean                                  | Hernán Gumy Magnus Larsson Sargis Sargsian Cecil Mamiit           |
| 3 maggio            | Citrix Tennis Championships 1999 Delray Beach, Stati Uniti ATP International Series 270 000 $ - Terra (Verde) - 32S/32Q/16D/4Q Singolare - Doppio       | Maks Mirny Nenad Zimonjić 7–6(3), 3–6, 6–3      | Doug Flach Brian MacPhie          | Scott Draper Sébastien Grosjean                                  | Hernán Gumy Magnus Larsson Sargis Sargsian Cecil Mamiit           |
| 10 maggio           | Internazionali d'Italia 1999 Roma, Italia ATP Super 9 2 450 000 $ - Terra (Rossa) - 64S/32Q/32D/8Q Singolare - Doppio                                   | Gustavo Kuerten 6–4, 7–5, 7–6(6)                | Patrick Rafter                    | Àlex Corretja Félix Mantilla                                     | Karol Kučera Franco Squillari Nicolás Lapentti David Prinosil     |
| 10 maggio           | Internazionali d'Italia 1999 Roma, Italia ATP Super 9 2 450 000 $ - Terra (Rossa) - 64S/32Q/32D/8Q Singolare - Doppio                                   | Ellis Ferreira Rick Leach 6(0)–7, 6–1, 6–2      | David Adams John-Laffnie de Jager | Àlex Corretja Félix Mantilla                                     | Karol Kučera Franco Squillari Nicolás Lapentti David Prinosil     |
| 17 maggio           | Peugeot ATP World Team Championship 1999 Düsseldorf, Germania ATP World Team Championship 1 650 000 $ - Terra (Rossa) - 8 quadre (RR)                   | Australia 2–1                                   | Svezia                            | Perdernti Round Robin (Gruppo Rosso) Spagna Germania Regno Unito | Perdernti Round Robin (Gruppo Blu) Stati Uniti Slovacchia Francia |
| 17 maggio           | Internationaler Raiffeisen Grand Prix 1999 Sankt Pölten, Austria ATP International Series 425 000 $ - Terra (Rossa) - 32S/32Q/16D/4Q Singolare - Doppio | Marcelo Ríos 4–4 ritiro                         | Mariano Zabaleta                  | Evgenij Kafel'nikov Younes El Aynaoui                            | Markus Hipfl Francisco Clavet Guillermo Cañas Stefan Koubek       |
| 17 maggio           | Internationaler Raiffeisen Grand Prix 1999 Sankt Pölten, Austria ATP International Series 425 000 $ - Terra (Rossa) - 32S/32Q/16D/4Q Singolare - Doppio | Andrew Florent Andrej Ol'chovskij 5–7, 6–4, 7–5 | Brent Haygarth Robbie Koenig      | Evgenij Kafel'nikov Younes El Aynaoui                            | Markus Hipfl Francisco Clavet Guillermo Cañas Stefan Koubek       |
| 24 maggio 31 maggio | Open di Francia 1999 Parigi, Francia Grande Slam 5 159 915 $ - Terra (Rossa) - 128S/128Q/64D/48X Singolare - Doppio - Doppio misto                      | Andre Agassi 1–6, 2–6, 6–4, 6–3, 6–4            | Andrij Medvedjev                  | Dominik Hrbatý Fernando Meligeni                                 | Marcelo Ríos Marcelo Filippini Àlex Corretja Gustavo Kuerten      |
| 24 maggio 31 maggio | Open di Francia 1999 Parigi, Francia Grande Slam 5 159 915 $ - Terra (Rossa) - 128S/128Q/64D/48X Singolare - Doppio - Doppio misto                      | Mahesh Bhupathi Leander Paes 6–2, 7–5           | Goran Ivanišević Jeff Tarango     | Dominik Hrbatý Fernando Meligeni                                 | Marcelo Ríos Marcelo Filippini Àlex Corretja Gustavo Kuerten      |
| 24 maggio 31 maggio | Open di Francia 1999 Parigi, Francia Grande Slam 5 159 915 $ - Terra (Rossa) - 128S/128Q/64D/48X Singolare - Doppio - Doppio misto                      | Katarina Srebotnik Piet Norval 6–3, 3–6, 6–3    | Larisa Neiland Rick Leach         | Dominik Hrbatý Fernando Meligeni                                 | Marcelo Ríos Marcelo Filippini Àlex Corretja Gustavo Kuerten      |

### Giugno
| Settimana           | Torneo | Vincitore                                              | Finalista                                                | Semifinalisti                  | Eliminati ai quarti                                           |
| ------------------- | --- | ------------------------------------------------------ | -------------------------------------------------------- | ------------------------------ | ------------------------------------------------------------- |
| 7 giugno            | Halle Open 1999 Halle, Germania ATP International Series 900 000 $ - Erba - 32S/32Q/16D/4Q Singolare - Doppio                              | Nicolas Kiefer 6–3, 6–2                                | Nicklas Kulti                                            | Daniel Vacek Carlos Moyá       | Jan Siemerink Gianluca Pozzi Tommy Haas Sjeng Schalken        |
| 7 giugno            | Halle Open 1999 Halle, Germania ATP International Series 900 000 $ - Erba - 32S/32Q/16D/4Q Singolare - Doppio                              | Jonas Björkman Pat Rafter 6–3, 7–5                     | Paul Haarhuis Jared Palmer                               | Daniel Vacek Carlos Moyá       | Jan Siemerink Gianluca Pozzi Tommy Haas Sjeng Schalken        |
| 7 giugno            | Merano Open 1999 Merano, Italia ATP International Series 350 000 $ - Terra (Verde) - 32S/25Q/16D/4Q Singolare - Doppio                     | Fernando Vicente 6–2, 3–6, 7–6(1)                      | Hicham Arazi                                             | Dominik Hrbatý Andrea Gaudenzi | Galo Blanco Guillermo Cañas Martin Spottl Martín Rodríguez    |
| 7 giugno            | Merano Open 1999 Merano, Italia ATP International Series 350 000 $ - Terra (Verde) - 32S/25Q/16D/4Q Singolare - Doppio                     | Lucas Arnold Ker Jaime Oncins 6–4, 7–6(1)              | Marc-Kevin Goellner Eric Taino                           | Dominik Hrbatý Andrea Gaudenzi | Galo Blanco Guillermo Cañas Martin Spottl Martín Rodríguez    |
| 7 giugno            | Queen's Club Championships 1999 Londra, Gran Bretagna ATP International Series 750 000 $ - Erba - 56S/53Q/28D/8Q Singolare - Doppio        | Pete Sampras 6(1)–7, 6–4, 7–6(4)                       | Tim Henman                                               | Sargis Sargsian Lleyton Hewitt | Greg Rusedski Karol Kučera Cédric Pioline Goran Ivanišević    |
| 7 giugno            | Queen's Club Championships 1999 Londra, Gran Bretagna ATP International Series 750 000 $ - Erba - 56S/53Q/28D/8Q Singolare - Doppio        | Sébastien Lareau Alex O'Brien 6–1, 7–6(3)              | Todd Woodbridge Mark Woodforde                           | Sargis Sargsian Lleyton Hewitt | Greg Rusedski Karol Kučera Cédric Pioline Goran Ivanišević    |
| 14 giugno           | Heineken Trophy 1999 's-Hertogenbosch, Paesi Bassi ATP International Series 500 000 $ - Erba - 32S/20Q/16D/4Q Singolare - Doppio           | Patrick Rafter 3–6, 7–6(7), 6–4                        | Andrei Pavel                                             | Karol Kučera Tommy Haas        | Nicklas Kulti Jonas Björkman Richard Krajicek Kenneth Carlsen |
| 14 giugno           | Heineken Trophy 1999 's-Hertogenbosch, Paesi Bassi ATP International Series 500 000 $ - Erba - 32S/20Q/16D/4Q Singolare - Doppio           | Finale cancellata a causa della pioggia                | Leander Paes / Jan Siemerink Ellis Ferreira / David Rikl | Karol Kučera Tommy Haas        | Nicklas Kulti Jonas Björkman Richard Krajicek Kenneth Carlsen |
| 14 giugno           | Nottingham Open 1999 Nottingham, Gran Bretagna ATP International Series 350 000 $ - Erba - 32S/32Q/16D/4Q Singolare - Doppio               | Cédric Pioline 6–3, 7–5                                | Kevin Ullyett                                            | Greg Rusedski David Prinosil   | Lleyton Hewitt Andrew Ilie Fabrice Santoro Alberto Martín     |
| 14 giugno           | Nottingham Open 1999 Nottingham, Gran Bretagna ATP International Series 350 000 $ - Erba - 32S/32Q/16D/4Q Singolare - Doppio               | Patrick Galbraith Justin Gimelstob 5–7, 7–5, 6–3       | Marius Barnard Brent Haygarth                            | Greg Rusedski David Prinosil   | Lleyton Hewitt Andrew Ilie Fabrice Santoro Alberto Martín     |
| 21 giugno 28 giugno | Torneo di Wimbledon 1999 Wimbledon, Gran Bretagna Grande Slam 5 614 685 $ - Erba - 128S/128Q/64D/24Q/64X Singolare - Doppio - Doppio misto | Pete Sampras 6–3, 6–4, 7–5                             | Andre Agassi                                             | Tim Henman Patrick Rafter      | Mark Philippoussis Cédric Pioline Gustavo Kuerten Todd Martin |
| 21 giugno 28 giugno | Torneo di Wimbledon 1999 Wimbledon, Gran Bretagna Grande Slam 5 614 685 $ - Erba - 128S/128Q/64D/24Q/64X Singolare - Doppio - Doppio misto | Mahesh Bhupathi Leander Paes 6(10)–7, 6–3, 6–4, 7–6(4) | Paul Haarhuis Jared Palmer                               | Tim Henman Patrick Rafter      | Mark Philippoussis Cédric Pioline Gustavo Kuerten Todd Martin |
| 21 giugno 28 giugno | Torneo di Wimbledon 1999 Wimbledon, Gran Bretagna Grande Slam 5 614 685 $ - Erba - 128S/128Q/64D/24Q/64X Singolare - Doppio - Doppio misto | Doppio misto: Leander Paes Lisa Raymond 6–4, 3–6, 6–3  | Jonas Björkman Anna Kurnikova                            | Tim Henman Patrick Rafter      | Mark Philippoussis Cédric Pioline Gustavo Kuerten Todd Martin |

### Luglio
| Settimana | Torneo | Vincitore                                                            | Finalista                                                   | Semifinalisti                     | Eliminati ai quarti                                                     |
| --------- | --- | -------------------------------------------------------------------- | ----------------------------------------------------------- | --------------------------------- | ----------------------------------------------------------------------- |
| 5 luglio  | Swiss Open Gstaad 1999 Gstaad, Svizzera ATP International Series 550 000 $ - Terra rossa - 32S/32Q/16D/4Q Singolare - Doppio                       | Albert Costa 7–6(4), 6–3, 6–4                                        | Nicolás Lapentti                                            | Younes El Aynaoui Félix Mantilla  | Vince Spadea Francisco Clavet Arnaud Di Pasquale Andrea Gaudenzi        |
| 5 luglio  | Swiss Open Gstaad 1999 Gstaad, Svizzera ATP International Series 550 000 $ - Terra rossa - 32S/32Q/16D/4Q Singolare - Doppio                       | Donald Johnson Cyril Suk 7–5, 7–6(4)                                 | Aleksandar Kitinov Eric Taino                               | Younes El Aynaoui Félix Mantilla  | Vince Spadea Francisco Clavet Arnaud Di Pasquale Andrea Gaudenzi        |
| 5 luglio  | Miller Lite Hall of Fame Tennis Champs 1999 Newport, Stati Uniti ATP International Series 320 000 $ - Erba - 32S/22Q/16D/3Q Singolare - Doppio     | Chris Woodruff 6(5)–7, 6–4, 6–4                                      | Kenneth Carlsen                                             | Wayne Arthurs Laurence Tieleman   | Leander Paes Stefano Pescosolido Andrew Ilie Peter Wessels              |
| 5 luglio  | Miller Lite Hall of Fame Tennis Champs 1999 Newport, Stati Uniti ATP International Series 320 000 $ - Erba - 32S/22Q/16D/3Q Singolare - Doppio     | Wayne Arthurs Leander Paes 6(6)–7, 7–6(7), 6–3                       | Sargis Sargsian Chris Woodruff                              | Wayne Arthurs Laurence Tieleman   | Leander Paes Stefano Pescosolido Andrew Ilie Peter Wessels              |
| 5 luglio  | Investor Swedish Open 1999 Båstad, Svezia ATP International Series 350 000 $ - Terra rossa - 32S/32Q/16D/4Q Singolare - Doppio                     | Juan Antonio Marín 6–3, 7–6(4)                                       | Andreas Vinciguerra                                         | Christian Ruud Nicklas Kulti      | Galo Blanco Martín Rodríguez Magnus Norman Germán Puentes               |
| 5 luglio  | Investor Swedish Open 1999 Båstad, Svezia ATP International Series 350 000 $ - Terra rossa - 32S/32Q/16D/4Q Singolare - Doppio                     | David Adams Jeff Tarango 7–6(6), 6–4                                 | Nicklas Kulti Mikael Tillström                              | Christian Ruud Nicklas Kulti      | Galo Blanco Martín Rodríguez Magnus Norman Germán Puentes               |
| 12 luglio | Coppa Davis 1999 Mosca, Russia - Terra rossa (i) Chestnut Hill, Stati Uniti - Cemento Pau, Francia - Sintetico (i) Bruxelles, Belgio - Terra rossa | Vincitori del quarti Russia 3–2 Australia 4–1 Francia 3–2 Belgio 3–2 | Eliminati ai quarti Slovacchia Stati Uniti Brasile Svizzera |                                   |                                                                         |
| 19 luglio | Mercedes Cup 1999 Stoccarda, Germania ATP International Series Gold 1 040 000 $ - Terra rossa - 48S/24Q/24D/2Q Singolare - Doppio                  | Magnus Norman 6(6)–7, 4–6, 7–6(7), 6–0, 6–3                          | Tommy Haas                                                  | Jiří Novák Àlex Corretja          | Nicolás Lapentti Marcelo Ríos Vince Spadea Carlos Moyá                  |
| 19 luglio | Mercedes Cup 1999 Stoccarda, Germania ATP International Series Gold 1 040 000 $ - Terra rossa - 48S/24Q/24D/2Q Singolare - Doppio                  | Jaime Oncins Daniel Orsanic 6–2, 6–1                                 | Aleksandar Kitinov Jack Waite                               | Jiří Novák Àlex Corretja          | Nicolás Lapentti Marcelo Ríos Vince Spadea Carlos Moyá                  |
| 26 luglio | Austrian Open 1999 Kitzbühel, Austria ATP International Series Gold 525 000 $ - Terra rossa - 48S/24Q/24D/4Q Singolare - Doppio                    | Albert Costa 7–5, 6–2, 6(5)–7, 7–6(4)                                | Fernando Vicente                                            | Evgenij Kafel'nikov Stefan Koubek | Richard Fromberg Juan Carlos Ferrero Nicolás Lapentti Fernando Meligeni |
| 26 luglio | Austrian Open 1999 Kitzbühel, Austria ATP International Series Gold 525 000 $ - Terra rossa - 48S/24Q/24D/4Q Singolare - Doppio                    | Chris Haggard Peter Nyborg 6–3, 6(4)–7, 7–6(4)                       | Álex Calatrava Dušan Vemić                                  | Evgenij Kafel'nikov Stefan Koubek | Richard Fromberg Juan Carlos Ferrero Nicolás Lapentti Fernando Meligeni |
| 26 luglio | Countrywide Classic 1999 Los Angeles, Stati Uniti ATP International Series 350 000 $ - Cemento - 32S/30Q/16D/4Q Singolare - Doppio                 | Pete Sampras 7–6(3), 7–6(1)                                          | Andre Agassi                                                | Andrew Ilie James Sekulov         | Lleyton Hewitt Antony Dupuis Michael Chang Wayne Ferreira               |
| 26 luglio | Countrywide Classic 1999 Los Angeles, Stati Uniti ATP International Series 350 000 $ - Cemento - 32S/30Q/16D/4Q Singolare - Doppio                 | Byron Black Wayne Ferreira 6–2, 7–6(4)                               | Goran Ivanišević Brian MacPhie                              | Andrew Ilie James Sekulov         | Lleyton Hewitt Antony Dupuis Michael Chang Wayne Ferreira               |
| 26 luglio | Croatia Open Umag 1999 Umago, Croazia ATP International Series 400 000 $ - Terra rossa - 32S/32Q/16D/3Q Singolare - Doppio                         | Magnus Norman 6–2, 6–4                                               | Jeff Tarango                                                | Ivan Ljubičić Albert Portas       | Carlos Moyá Dominik Hrbatý Francisco Clavet Agustín Calleri             |
| 26 luglio | Croatia Open Umag 1999 Umago, Croazia ATP International Series 400 000 $ - Terra rossa - 32S/32Q/16D/3Q Singolare - Doppio                         | Mariano Puerta Javier Sánchez 3–6, 6–2, 6–3                          | Massimo Bertolini Cristian Brandi                           | Ivan Ljubičić Albert Portas       | Carlos Moyá Dominik Hrbatý Francisco Clavet Agustín Calleri             |

### Agosto
| Settimana             | Torneo | Vincitore                                          | Finalista                           | Semifinalisti                      | Eliminati ai quarti                                                 |
| --------------------- | --- | -------------------------------------------------- | ----------------------------------- | ---------------------------------- | ------------------------------------------------------------------- |
| 2 agosto              | Canada Open 1999 Toronto, Canada ATP Super 9 2 450 000 $ - Cemento - 56S/28Q/28D/8Q Singolare - Doppio                                                           | Thomas Johansson 1–6, 6–3, 6–3                     | Evgenij Kafel'nikov                 | Nicolas Kiefer Andre Agassi        | Patrick Rafter Jim Courier Todd Martin Fabrice Santoro              |
| 2 agosto              | Canada Open 1999 Toronto, Canada ATP Super 9 2 450 000 $ - Cemento - 56S/28Q/28D/8Q Singolare - Doppio                                                           | Jonas Björkman Patrick Rafter 7–6(5), 6–4          | Byron Black Wayne Ferreira          | Nicolas Kiefer Andre Agassi        | Patrick Rafter Jim Courier Todd Martin Fabrice Santoro              |
| 2 agosto              | Dutch Open 1999 Amsterdam, Paesi Bassi ATP International Series 500 000 $ - Terra Rossa - 32S/26Q/16D/4Q Singolare - Doppio                                      | Younes El Aynaoui 6–0, 6–3                         | Mariano Zabaleta                    | Marat Safin Nicolás Lapentti       | Arnaud Di Pasquale Fernando Meligeni Magnus Gustafsson Hicham Arazi |
| 2 agosto              | Dutch Open 1999 Amsterdam, Paesi Bassi ATP International Series 500 000 $ - Terra Rossa - 32S/26Q/16D/4Q Singolare - Doppio                                      | Paul Haarhuis Sjeng Schalken 6–3, 6–2              | Devin Bowen Eyal Ran                | Marat Safin Nicolás Lapentti       | Arnaud Di Pasquale Fernando Meligeni Magnus Gustafsson Hicham Arazi |
| 9 agosto              | Great American Insurance ATP Champ 1999 Cincinnati, USA ATP Super 9 2 450 000 $ - Cemento - 56S/28Q/28D/8Q Singolare - Doppio                                    | Pete Sampras 7–6(7), 6–3                           | Patrick Rafter                      | Andre Agassi Evgenij Kafel'nikov   | Richard Krajicek Gustavo Kuerten Tim Henman Michael Chang           |
| 9 agosto              | Great American Insurance ATP Champ 1999 Cincinnati, USA ATP Super 9 2 450 000 $ - Cemento - 56S/28Q/28D/8Q Singolare - Doppio                                    | Jonas Björkman Byron Black 6–3, 7–6(6)             | Todd Woodbridge Mark Woodforde      | Andre Agassi Evgenij Kafel'nikov   | Richard Krajicek Gustavo Kuerten Tim Henman Michael Chang           |
| 9 agosto              | Internazionali di Tennis di San Marino 1999 Città di San Marino, San Marino ATP International Series 300 000 $ - Terra rossa - 32S/32Q/16D/3Q Singolare - Doppio | Galo Blanco 4–6, 6–4, 6–3                          | Albert Portas                       | Juan Antonio Marín Andrea Gaudenzi | Stefan Koubek Hernán Gumy Markus Hipfl Julián Alonso                |
| 9 agosto              | Internazionali di Tennis di San Marino 1999 Città di San Marino, San Marino ATP International Series 300 000 $ - Terra rossa - 32S/32Q/16D/3Q Singolare - Doppio | Lucas Arnold Ker Mariano Hood 6–3, 6–2             | Petr Pála Pavel Vízner              | Juan Antonio Marín Andrea Gaudenzi | Stefan Koubek Hernán Gumy Markus Hipfl Julián Alonso                |
| 16 agosto             | Washington Open 1999 Washington, USA ATP International Series Gold 725 000 $ - Cemento - 56S/28Q/28D/8Q Singolare - Doppio                                       | Andre Agassi 7–6(3), 6–1                           | Evgenij Kafel'nikov                 | Nicolas Kiefer Todd Martin         | Thomas Zib Ján Krošlák Paul Goldstein Fabrice Santoro               |
| 16 agosto             | Washington Open 1999 Washington, USA ATP International Series Gold 725 000 $ - Cemento - 56S/28Q/28D/8Q Singolare - Doppio                                       | Justin Gimelstob Sébastien Lareau 7–5, 6(2)–7, 6–3 | David Adams John-Laffnie de Jager   | Nicolas Kiefer Todd Martin         | Thomas Zib Ján Krošlák Paul Goldstein Fabrice Santoro               |
| 16 agosto             | RCA Championships 1999 Indianapolis, USA ATP International Series Gold 870 000 $ - Cemento - 56S/28Q/28D/8Q Singolare - Doppio                                   | Nicolás Lapentti 4–6, 6–4, 6–4                     | Vince Spadea                        | Sébastien Grosjean Jan Siemerink   | Pete Sampras Gustavo Kuerten Carlos Moyá Patrick Rafter             |
| 16 agosto             | RCA Championships 1999 Indianapolis, USA ATP International Series Gold 870 000 $ - Cemento - 56S/28Q/28D/8Q Singolare - Doppio                                   | Paul Haarhuis Jared Palmer 6–3, 6–4                | Olivier Delaître Leander Paes       | Sébastien Grosjean Jan Siemerink   | Pete Sampras Gustavo Kuerten Carlos Moyá Patrick Rafter             |
| 23 agosto             | U.S. Pro Tennis Championships 1999 Boston, USA ATP International Series 350 000 $ - Cemento - 32S/32Q/16D/4Q Singolare - Doppio                                  | Marat Safin 6–4, 7–6(11)                           | Greg Rusedski                       | Arnaud Clément Sjeng Schalken      | Jonas Björkman Sébastien Grosjean David Prinosil Marcelo Ríos       |
| 23 agosto             | U.S. Pro Tennis Championships 1999 Boston, USA ATP International Series 350 000 $ - Cemento - 32S/32Q/16D/4Q Singolare - Doppio                                  | Guillermo Cañas Martín García 5–7, 7–6(2), 6–3     | Marius Barnard T. J. Middleton      | Arnaud Clément Sjeng Schalken      | Jonas Björkman Sébastien Grosjean David Prinosil Marcelo Ríos       |
| 23 agosto             | Waldbaum's Hamlet Cup 1999 Long Island, USA ATP International Series 350 000 $ - Cemento - 32S/32Q/16D/4Q Singolare - Doppio                                     | Magnus Norman 7–6(4), 4–6, 6–3                     | Àlex Corretja                       | Jason Stoltenberg Daniel Vacek     | Evgenij Kafel'nikov Thomas Johansson Bohdan Ulihrach Thomas Enqvist |
| 23 agosto             | Waldbaum's Hamlet Cup 1999 Long Island, USA ATP International Series 350 000 $ - Cemento - 32S/32Q/16D/4Q Singolare - Doppio                                     | Olivier Delaître Fabrice Santoro 7–5, 6–4          | Jan-Michael Gambill Scott Humphries | Jason Stoltenberg Daniel Vacek     | Evgenij Kafel'nikov Thomas Johansson Bohdan Ulihrach Thomas Enqvist |
| 30 agosto 6 settembre | US Open 1999 New York, USA Grand Slam 6 257 000 $ - Cemento - 128S/128Q/64D/16Q/32X Singolare - Doppio - Doppio misto                                            | Andre Agassi 6–4, 6(5)–7, 6(2)–7, 6–3, 6–2         | Todd Martin                         | Cédric Pioline Evgenij Kafel'nikov | Sláva Doseděl Gustavo Kuerten Richard Krajicek Nicolas Escudé       |
| 30 agosto 6 settembre | US Open 1999 New York, USA Grand Slam 6 257 000 $ - Cemento - 128S/128Q/64D/16Q/32X Singolare - Doppio - Doppio misto                                            | Sébastien Lareau Alex O'Brien 7–6(7), 6–4          | Mahesh Bhupathi Leander Paes        | Cédric Pioline Evgenij Kafel'nikov | Sláva Doseděl Gustavo Kuerten Richard Krajicek Nicolas Escudé       |
| 30 agosto 6 settembre | US Open 1999 New York, USA Grand Slam 6 257 000 $ - Cemento - 128S/128Q/64D/16Q/32X Singolare - Doppio - Doppio misto                                            | Ai Sugiyama Mahesh Bhupathi 6–4, 6–4               | Kimberly Po Donald Johnson          | Cédric Pioline Evgenij Kafel'nikov | Sláva Doseděl Gustavo Kuerten Richard Krajicek Nicolas Escudé       |

### Settembre
| Settimana    | Torneo | Vincitore                                      | Finalista                             | Semifinalisti                    | Eliminati ai quarti                                                 |
| ------------ | --- | ---------------------------------------------- | ------------------------------------- | -------------------------------- | ------------------------------------------------------------------- |
| 13 settembre | Majorca Open 1999 Majorca, Spagna ATP International Series 500 000 $ - Terra rossa - 32S/29Q/16D/4Q Singolare - Doppio                      | Juan Carlos Ferrero 2–6, 7–5, 6–3              | Àlex Corretja                         | Julián Alonso Dominik Hrbatý     | Juan Antonio Marín Francisco Clavet Markus Hipfl Hernán Gumy        |
| 13 settembre | Majorca Open 1999 Majorca, Spagna ATP International Series 500 000 $ - Terra rossa - 32S/29Q/16D/4Q Singolare - Doppio                      | Lucas Arnold Ker Tomás Carbonell 6–1, 6–4      | Alberto Berasategui Francisco Roig    | Julián Alonso Dominik Hrbatý     | Juan Antonio Marín Francisco Clavet Markus Hipfl Hernán Gumy        |
| 13 settembre | Brighton International 1999 Bournemouth, Gran Bretagna ATP International Series 400 000 $ - Terra rossa - 32S/29Q/16D/4Q Singolare - Doppio | Adrian Voinea 1–6, 7–5, 7–6(2)                 | Stefan Koubek                         | Thomas Enqvist Younes El Aynaoui | Karim Alami Magnus Gustafsson Hendrik Dreekmann Marc-Kevin Goellner |
| 13 settembre | Brighton International 1999 Bournemouth, Gran Bretagna ATP International Series 400 000 $ - Terra rossa - 32S/29Q/16D/4Q Singolare - Doppio | David Adams Jeff Tarango 6–3, 6(5)–7, 7–6(5)   | Michael Kohlmann Thomas Enqvist       | Thomas Enqvist Younes El Aynaoui | Karim Alami Magnus Gustafsson Hendrik Dreekmann Marc-Kevin Goellner |
| 13 settembre | Tashkent Open 1999 Tashkent, Uzbekistan ATP International Series 500 000 $ - Terra rossa - 32S/27Q/16D/4Q Singolare - Doppio                | Nicolas Kiefer 6–4, 6–2                        | George Bastl                          | Daniel Vacek Peter Wessels       | Paradorn Srichaphan Cecil Mamiit Axel Pretzsch Antony Dupuis        |
| 13 settembre | Tashkent Open 1999 Tashkent, Uzbekistan ATP International Series 500 000 $ - Terra rossa - 32S/27Q/16D/4Q Singolare - Doppio                | Oleg Ogorodov Marc Rosset 7–6(4), 7–6(1)       | Mark Keil Lorenzo Manta               | Daniel Vacek Peter Wessels       | Paradorn Srichaphan Cecil Mamiit Axel Pretzsch Antony Dupuis        |
| 20 settembre | Coppa Davis 1999 Brisbane, Australia - Erba Pau, Francia - Sintetico (i)                                                                    | Vincenti semifinali Australia 4–1 Francia 4–1  | Perdenti semifinali Russia Belgio     |                                  |                                                                     |
| 27 settembre | Grand Prix de Tennis de Toulouse 1999 Tolosa, Francia ATP International Series 400 000 $ - Cemento (i) - 32S/32Q/16D/4Q Singolare - Doppio  | Nicolas Escudé 7–5, 6–1                        | Daniel Vacek                          | Marc Rosset Thomas Johansson     | Fabrice Santoro Magnus Gustafsson Antony Dupuis Jeff Tarango        |
| 27 settembre | Grand Prix de Tennis de Toulouse 1999 Tolosa, Francia ATP International Series 400 000 $ - Cemento (i) - 32S/32Q/16D/4Q Singolare - Doppio  | Olivier Delaître Jeff Tarango 3–6, 7–6(2), 6–4 | David Adams John-Laffnie de Jager     | Marc Rosset Thomas Johansson     | Fabrice Santoro Magnus Gustafsson Antony Dupuis Jeff Tarango        |
| 27 settembre | Romanian Open 1999 Bucarest, Romania ATP International Series 350 000 $ - Terra rossa - 32S/32Q/16D/4Q Singolare - Doppio                   | Alberto Martín 6–2, 6–3                        | Karim Alami                           | Alberto Berasategui Albert Costa | Àlex Corretja Juan Antonio Marín Sargis Sargsian Younes El Aynaoui  |
| 27 settembre | Romanian Open 1999 Bucarest, Romania ATP International Series 350 000 $ - Terra rossa - 32S/32Q/16D/4Q Singolare - Doppio                   | Lucas Arnold Ker Martín García 6–3, 2–6, 6–3   | Marc-Kevin Goellner Francisco Montana | Alberto Berasategui Albert Costa | Àlex Corretja Juan Antonio Marín Sargis Sargsian Younes El Aynaoui  |
| 27 settembre | Grand Slam Cup 1999 Monaco, Germania Torneo di fine anno (ITF) 4 250 000 $ - Cemento (i) - 12S Singolare                                    | Greg Rusedski 6–3, 6–4, 6(5)–7, 7–6(5)         | Tommy Haas                            | Thomas Enqvist Andrij Medvedjev  | Andre Agassi Nicolás Lapentti Richard Krajicek Evgenij Kafel'nikov  |

### Ottobre
| Settimana  | Torneo | Vincitore                                       | Finalista                         | Semifinalisti                      | Eliminati ai quarti                                                         |
| ---------- | --- | ----------------------------------------------- | --------------------------------- | ---------------------------------- | --------------------------------------------------------------------------- |
| 4 ottobre  | Swiss Indoors 1999 Basilea, Svizzera ATP International Series 1 000 000 $ - Sintetico (i) - 32S/32Q/16D/4Q Singolare - Doppio                    | Karol Kučera 6–4, 7–6(10), 4–6, 4–6, 7–6(2)     | Tim Henman                        | Nicolas Kiefer Goran Ivanišević    | Andre Agassi Greg Rusedski Roger Federer Evgenij Kafel'nikov                |
| 4 ottobre  | Swiss Indoors 1999 Basilea, Svizzera ATP International Series 1 000 000 $ - Sintetico (i) - 32S/32Q/16D/4Q Singolare - Doppio                    | Brent Haygarth Aleksandar Kitinov 0–6, 6–4, 7–5 | Jiří Novák David Rikl             | Nicolas Kiefer Goran Ivanišević    | Andre Agassi Greg Rusedski Roger Federer Evgenij Kafel'nikov                |
| 4 ottobre  | Campionati Internazionali di Sicilia 1999 Palermo, Italia ATP International Series 350 000 $ - Terra (Rossa) - 32S/32Q/16D/4Q Singolare - Doppio | Arnaud Di Pasquale 6–1, 6–3                     | Alberto Berasategui               | Karim Alami Albert Costa           | Àlex Corretja Markus Hipfl Hernán Gumy Alberto Martín                       |
| 4 ottobre  | Campionati Internazionali di Sicilia 1999 Palermo, Italia ATP International Series 350 000 $ - Terra (Rossa) - 32S/32Q/16D/4Q Singolare - Doppio | Mariano Hood Sebastián Prieto 6–3, 6–1          | Lan Bale Alberto Martín           | Karim Alami Albert Costa           | Àlex Corretja Markus Hipfl Hernán Gumy Alberto Martín                       |
| 4 ottobre  | Shanghai Open 1999 Shanghai, Cina ATP International Series 350 000 $ - Cemento - 32S/32Q/16D/4Q Singolare - Doppio                               | Magnus Norman 2–6, 6–3, 7–5                     | Marcelo Ríos                      | Jonas Björkman Michael Chang       | Todd Woodbridge Andreas Vinciguerra Jan-Michael Gambill Paradorn Srichaphan |
| 4 ottobre  | Shanghai Open 1999 Shanghai, Cina ATP International Series 350 000 $ - Cemento - 32S/32Q/16D/4Q Singolare - Doppio                               | Sébastien Lareau Daniel Nestor 7–5, 6–3         | Todd Woodbridge Mark Woodforde    | Jonas Björkman Michael Chang       | Todd Woodbridge Andreas Vinciguerra Jan-Michael Gambill Paradorn Srichaphan |
| 11 ottobre | Singapore Open 1999 Singapore, Singapore ATP International Series Gold 725 000 $ - Cemento (i) - 32S/16Q/16D/4Q Singolare - Doppio               | Marcelo Ríos 6–2, 7–6(5)                        | Mikael Tillström                  | Lleyton Hewitt Paradorn Srichaphan | Jan-Michael Gambill John van Lottum Andrew Ilie Ivan Ljubičić               |
| 11 ottobre | Singapore Open 1999 Singapore, Singapore ATP International Series Gold 725 000 $ - Cemento (i) - 32S/16Q/16D/4Q Singolare - Doppio               | Maks Mirny Eric Taino 6–3, 6–4                  | Todd Woodbridge Mark Woodforde    | Lleyton Hewitt Paradorn Srichaphan | Jan-Michael Gambill John van Lottum Andrew Ilie Ivan Ljubičić               |
| 11 ottobre | Vienna Open 1999 Vienna, Austria ATP International Series Gold 800 000 $ - Sintetico (i) - 32S/16Q/16D/4Q Singolare - Doppio                     | Greg Rusedski 6(5)–7, 2–6, 6–3, 7–5, 6–4        | Nicolas Kiefer                    | Richard Krajicek Roger Federer     | Evgenij Kafel'nikov Stefan Koubek Sébastien Grosjean Karol Kučera           |
| 11 ottobre | Vienna Open 1999 Vienna, Austria ATP International Series Gold 800 000 $ - Sintetico (i) - 32S/16Q/16D/4Q Singolare - Doppio                     | David Prinosil Sandon Stolle 6–3, 6–4           | Piet Norval Kevin Ullyett         | Richard Krajicek Roger Federer     | Evgenij Kafel'nikov Stefan Koubek Sébastien Grosjean Karol Kučera           |
| 18 ottobre | Grand Prix de Tennis de Lyon 1999 Lione, Francia ATP International Series 750 000 $ - Sintetico (i) - 48S/19Q/16D/4Q Singolare - Doppio          | Nicolás Lapentti 6–3, 6–2                       | Lleyton Hewitt                    | Vince Spadea Magnus Gustafsson     | Evgenij Kafel'nikov Mikael Tillström Gustavo Kuerten Jeff Tarango           |
| 18 ottobre | Grand Prix de Tennis de Lyon 1999 Lione, Francia ATP International Series 750 000 $ - Sintetico (i) - 48S/19Q/16D/4Q Singolare - Doppio          | Piet Norval Kevin Ullyett 4–6, 7–6(5), 7–6(4)   | Wayne Ferreira Sandon Stolle      | Vince Spadea Magnus Gustafsson     | Evgenij Kafel'nikov Mikael Tillström Gustavo Kuerten Jeff Tarango           |
| 25 ottobre | Stuttgart Super 9 1999 Stoccarda, Germania ATP Super 9 2 450 000 $ - Cemento (i) - 48S/24Q/24D/4Q Singolare - Doppio                             | Thomas Enqvist 6–1, 6–4, 5–7, 7–5               | Richard Krajicek                  | Andre Agassi Greg Rusedski         | Andrei Pavel Marcelo Ríos Todd Martin Mariano Zabaleta                      |
| 25 ottobre | Stuttgart Super 9 1999 Stoccarda, Germania ATP Super 9 2 450 000 $ - Cemento (i) - 48S/24Q/24D/4Q Singolare - Doppio                             | Jonas Björkman Byron Black 6(6)–7, 7–6(2), 6–0  | David Adams John-Laffnie de Jager | Andre Agassi Greg Rusedski         | Andrei Pavel Marcelo Ríos Todd Martin Mariano Zabaleta                      |

### Novembre
| Settimana   | Torneo | Vincitore                                   | Finalista                           | Semifinalisti                      | Eliminati ai quarti                                                              |
| ----------- | --- | ------------------------------------------- | ----------------------------------- | ---------------------------------- | -------------------------------------------------------------------------------- |
| 1º novembre | Paris Open 1999 Parigi, Francia ATP Super 9 2 550 000 $ - Sintetico (i) - 48S/24Q/24D/4Q Singolare - Doppio                  | Andre Agassi 7–6(1), 6–2, 4–6, 6–4          | Marat Safin                         | Nicolás Lapentti Michael Chang     | Mark Philippoussis Tommy Haas Jim Courier Cédric Pioline                         |
| 1º novembre | Paris Open 1999 Parigi, Francia ATP Super 9 2 550 000 $ - Sintetico (i) - 48S/24Q/24D/4Q Singolare - Doppio                  | Sébastien Lareau Alex O'Brien 7–6(7), 7–5   | Paul Haarhuis Jared Palmer          | Nicolás Lapentti Michael Chang     | Mark Philippoussis Tommy Haas Jim Courier Cédric Pioline                         |
| 8 novembre  | Kremlin Cup 1999 Mosca, Russia ATP International Series 1 000 000 $ - Sintetico (i) - 32S/16Q/16D/4Q Singolare - Doppio      | Evgenij Kafel'nikov 7–6(2), 6–4             | Byron Black                         | Nicolas Escudé Jeff Tarango        | Daniel Vacek Andrij Medvedjev Fabrice Santoro Marc Rosset                        |
| 8 novembre  | Kremlin Cup 1999 Mosca, Russia ATP International Series 1 000 000 $ - Sintetico (i) - 32S/16Q/16D/4Q Singolare - Doppio      | Justin Gimelstob Daniel Vacek 6–2, 6–1      | Andrij Medvedjev Marat Safin        | Nicolas Escudé Jeff Tarango        | Daniel Vacek Andrij Medvedjev Fabrice Santoro Marc Rosset                        |
| 8 novembre  | Stockholm Open 1999 Stoccolma, Svezia ATP International Series 825 000 $ - Cemento (i) - 32S/16Q/16D/4Q Singolare - Doppio   | Thomas Enqvist 6–3, 6–4, 6–2                | Magnus Gustafsson                   | Magnus Norman Jan-Michael Gambill  | Andreas Vinciguerra Nicolás Lapentti Jonas Björkman Mark Philippoussis           |
| 8 novembre  | Stockholm Open 1999 Stoccolma, Svezia ATP International Series 825 000 $ - Cemento (i) - 32S/16Q/16D/4Q Singolare - Doppio   | Piet Norval Kevin Ullyett 7–5, 6–3          | Jan-Michael Gambill Scott Humphries | Magnus Norman Jan-Michael Gambill  | Andreas Vinciguerra Nicolás Lapentti Jonas Björkman Mark Philippoussis           |
| 15 novembre | ATP Tour World Doubles Championship 1999 Hartford, USA Torneo di fine anno (ATP) 900 000 $ - Sintetico (i) - 8D (RR) Doppio  | Sébastien Lareau Alex O'Brien 6–3, 6–2, 6–2 | Mahesh Bhupathi Leander Paes        |                                    |                                                                                  |
| 22 novembre | ATP Tour World Championships 1999 Hannover, Germania Torneo di fine anno (ATP) 3 600 000 $ - Cemento (i) - 8S (RR) Singolare | Pete Sampras 6–1, 7–5, 6–4                  | Andre Agassi                        | Evgenij Kafel'nikov Nicolas Kiefer | Perdenti Round Robin Gustavo Kuerten Nicolás Lapentti Thomas Enqvist Todd Martin |
| 29 novembre | Finale Coppa Davis 1999 Nizza, Francia - Terra Rossa (i)                                                                     | Australia 3–2                               | Francia                             |                                    |                                                                                  |

### Dicembre
Nessun evento

## Debutti
- Michael Berrer
- Nikolaj Davydenko
- Fernando González
- Michail Južnyj
- Michaël Llodra
- Paul-Henri Mathieu
- Ricardo Mello
- Jürgen Melzer
- Albert Montañés
- Björn Phau
- Olivier Rochus